# متين (عين العرب)
متين  قرية سوريّة تتبع إداريّاً لمحافظة حلب منطقة عين العرب ناحية صرين، بلغ تعداد سكانها 227 نسمة حسب التعداد السكاني لعام 2004.